# Campionati del mondo Ironman del 1979
I Campionati del mondo Ironman del 1979 hanno visto trionfare tra gli uomini lo statunitense Tom Warren, davanti ai connazionali John Dunbar e Ian Emberson.
Tra le donne si è laureata campionessa del mondo la statunitense Lyn Lemaire, prima donna a vincere la competizione.
Il neo campione Tom Warren ha chiuso con un tempo di 11:15:56, migliorando di più di mezz'ora il tempo con cui Gordon Haller ha vinto la prima edizione.
Si è trattata della 2ª edizione dei campionati mondiali di Ironman, che si tengono annualmente dal 1978. I campionati sono organizzati dalla World Triathlon Corporation (WTC).

## Ironman Hawaii - Classifica

### Uomini
| Pos. | Tempo    | Nome            | Paese       | Ripartizione tempi | Ripartizione tempi | Ripartizione tempi | Ripartizione tempi | Ripartizione tempi |
| Pos. | Tempo    | Nome            | Paese       | Nuoto              | T1                 | Bici               | T2                 | Corsa              |
| ---- | -------- | --------------- | ----------- | ------------------ | ------------------ | ------------------ | ------------------ | ------------------ |
|      | 11:15:56 | Tom Warren      | Stati Uniti | 1:06:15            | 0:00               | 6:19:00            | 0:00               | 3:51:00            |
|      | 12:03:56 | John Dunbar     | Stati Uniti | 1:09:55            | 0:00               | 6:51:00            | 0:00               | 4:03:00            |
|      | 12:23:30 | Ian Emberson    | Stati Uniti | 1:02:35            | 0:00               | 6:53:00            | 0:00               | 4:28:00            |
| 4    | 12:31:53 | Gordon Haller   | Stati Uniti | 1:51:59            | 0:00               | 6:57:00            | 0:00               | 3:43:00            |
| 5    | 13:43:00 | Ron Seiple      | Stati Uniti | 1:58:47            | 0:00               | 6:47:00            | 0:00               | 4:57:00            |
| 6    | 14:55:08 | Henry Forest    | Stati Uniti | 2:09:49            | 0:00               | 8:12:00            | 0:00               | 4:33:00            |
| 7    | 16:41:42 | Ken Shirk       | Stati Uniti | 2:27:35            | 0:00               | 8:53:00            | 0:00               | 5:20:00            |
| 8    | 21:45:00 | Jim Weil        | Stati Uniti | 2:20:05            | 0:00               |                    | 0:00               |                    |
| 9    | 21:45:00 | Buck Swannick   | Stati Uniti | 2:17:00            | 0:00               |                    | 0:00               |                    |
| 10   | 21:45:00 | Jay Cassell     | Stati Uniti | 2:52:00            | 0:00               |                    | 0:00               |                    |
| 11   | 24:25:58 | Michael Collins | Stati Uniti | 1:11:40            | 0:00               | 14:32:00           | 0:00               | 8:42:00            |

### Donne
| Pos. | Tempo    | Nome        | Paese       | Ripartizione tempi | Ripartizione tempi | Ripartizione tempi | Ripartizione tempi | Ripartizione tempi |
| Pos. | Tempo    | Nome        | Paese       | Nuoto              | T1                 | Bici               | T2                 | Corsa              |
| ---- | -------- | ----------- | ----------- | ------------------ | ------------------ | ------------------ | ------------------ | ------------------ |
|      | 12:55:38 | Lyn Lemaire | Stati Uniti | 1:16:20            | 0:00               | 6:30:00            | 0:00               | 5:10:00            |